# England expects that every man will do his duty

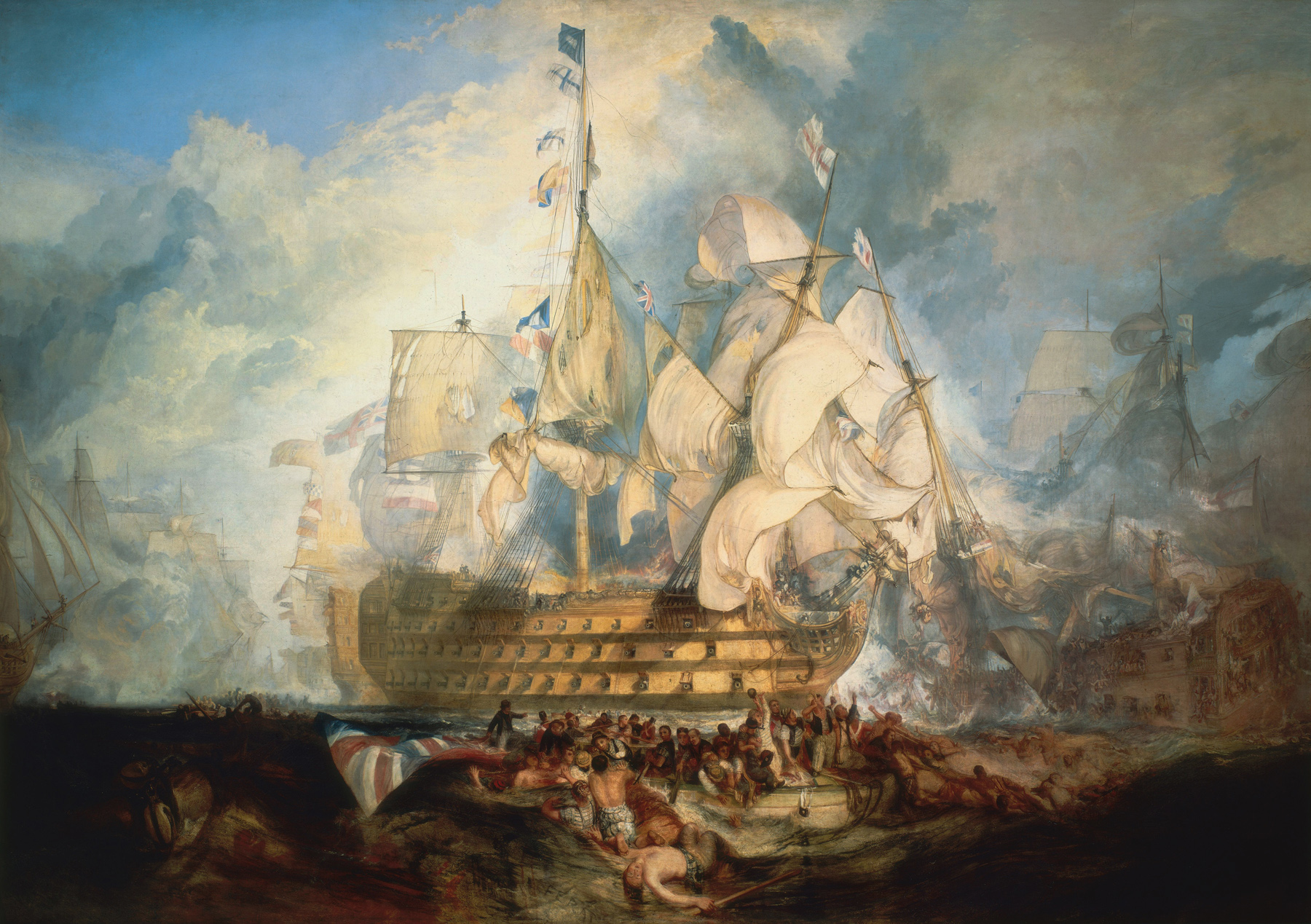
A Batalha de Trafalgar por J. M. W. Turner (óleo em tela, 1822–1824) mostra as três letras de deste famoso sinal hasteadas no Victory.

"England expects that every man will do his duty" foi um sinal transmitido pelo Almirante Horatio Nelson, 1º Visconde Nelson de seu navio-almirante HMS Victory assim que a Batalha de Trafalgar estava prestes a começar em 21 de outubro de 1805. Trafalgar foi o confronto naval decisivo das Guerras Napoleônicas. Deu ao Reino Unido da Grã-Bretanha e Irlanda controle dos mares, removendo toda a possibilidade de uma invasão francês e conquista da Bretanha. Ainda que houvesse muita confusão ao redor da composição do sinal no resultado final da batalha, a significância da vitória e a morte de Nelson durante a batalha levou a frase a se tornar incrustada na psique inglesa, e tem sido regularmente citada, parafraseada e referenciada até os dias atuais.

## Sinais durante a batalha
Enquanto a frota britânica se aproximava das frotas inimigas combinadas da França e Espanha, Lorde Nelson sinalizou todas as instruções de batalha necessárias para seus navios. Entretanto, consciente da importância dos eventos que se seguiriam, Lorde Nelson sentiu que isso exigia algo extra. Ele instruiu seu oficial de sinalização, Tenente John Pasco, a sinalizar à frota, o mais rápido possível, a mensagem "England confides that every man will do his duty" (em português:  "Inglaterra confia [isto é, está confiante] que cada homem fará seu dever"). Pasco sugeriu a Nelson que "expects" (em português:  espera) substituísse "confides", uma vez que a primeira palavra estava no livro de sinais, enquanto confides teria que ser soletrada letra por letra. Nelson concordou com a mudança (ainda que "expects" passasse uma impressão menos confiante que  "confides"):
| “ | Vossa Senhoria veio até mim na popa, e após pedir que certos signais fossem feitos, a cerca de quinze para o meio-dia, ele disse, 'Sr. Pasco, eu quero dizer à frota, ENGLAND CONFIDES THAT EVERY MAN WILL DO HIS DUTY e ele adicionou "Você deve ser rápido, pois eu possuo mais um a fazer, o qual é para ação próxima". Eu respondi, "Mas se Sua Senhoria me permitir substituir confides por expects, o sinal logo será completado, por que a palavra expects está no vocabulário, e confides deve ser soletrada", Vossa Senhoria respondeu, com pressa, e com aparente satisfação, "Isso servirá, Pasco, faça-o imediatamente". | ” |

O termo England era vastamente usado na época para se referir ao Reino Unido, ainda que a frota britânica incluísse contingentes significantes da Irlanda, Escócia e País de Gales assim como da Inglaterra. Assim, aproximadamente às 11:45 de 21 de outubro de 1805, o mais famoso sinal naval na história britânica foi transmitido. A hora exata que o sinal foi transmitido não é conhecida (um relato o coloca cedo às dez e meia), à medida que a mensagem era repetida através da frota e os diários de bordo teriam sido escritos após a batalha, mas Pasco o coloca como "a cerca de quinze para o meio-dia" e diários de bordo de outros navios da linha também o colocam como próximo a esta hora.

O famoso sinal de Nelson, hasteado usando "Telegraphic Signals of Marine Vocabulary" de Popham.

O sinal foi estabelecido usando o código númerico de bandeiras conhecido como "Telegraphic Signals of Marine Vocabulary", desenvolvido em 1800 pelo Contra-almirante Sir Home Popham, e baseado nos livros de sinais criados anteriormente por Admiral Lord Howe. Este código determinava dígitos de 0 a 9 para dez bandeiras de sinais. Estas bandeiras combinadas representavam números codificados aos quais eram designados significados através de um livro de códigos, distribuídos para todos os navios da Marinha Real Britânica e carregado com chumbo para disposição ao mar em caso de captura. Acredita-se que os números codificados foram hasteados no mastro, um após o outro, com a "bandeira telegráfica" também sendo hasteada para mostrar que os sinais empregavam o código de Popham.